# Тагзатцунг

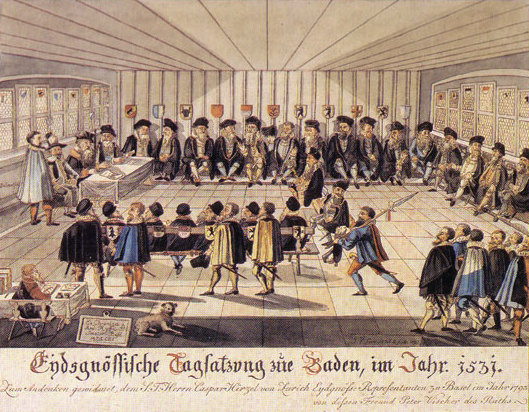
Тагзатцунг у Бадені 1531 року

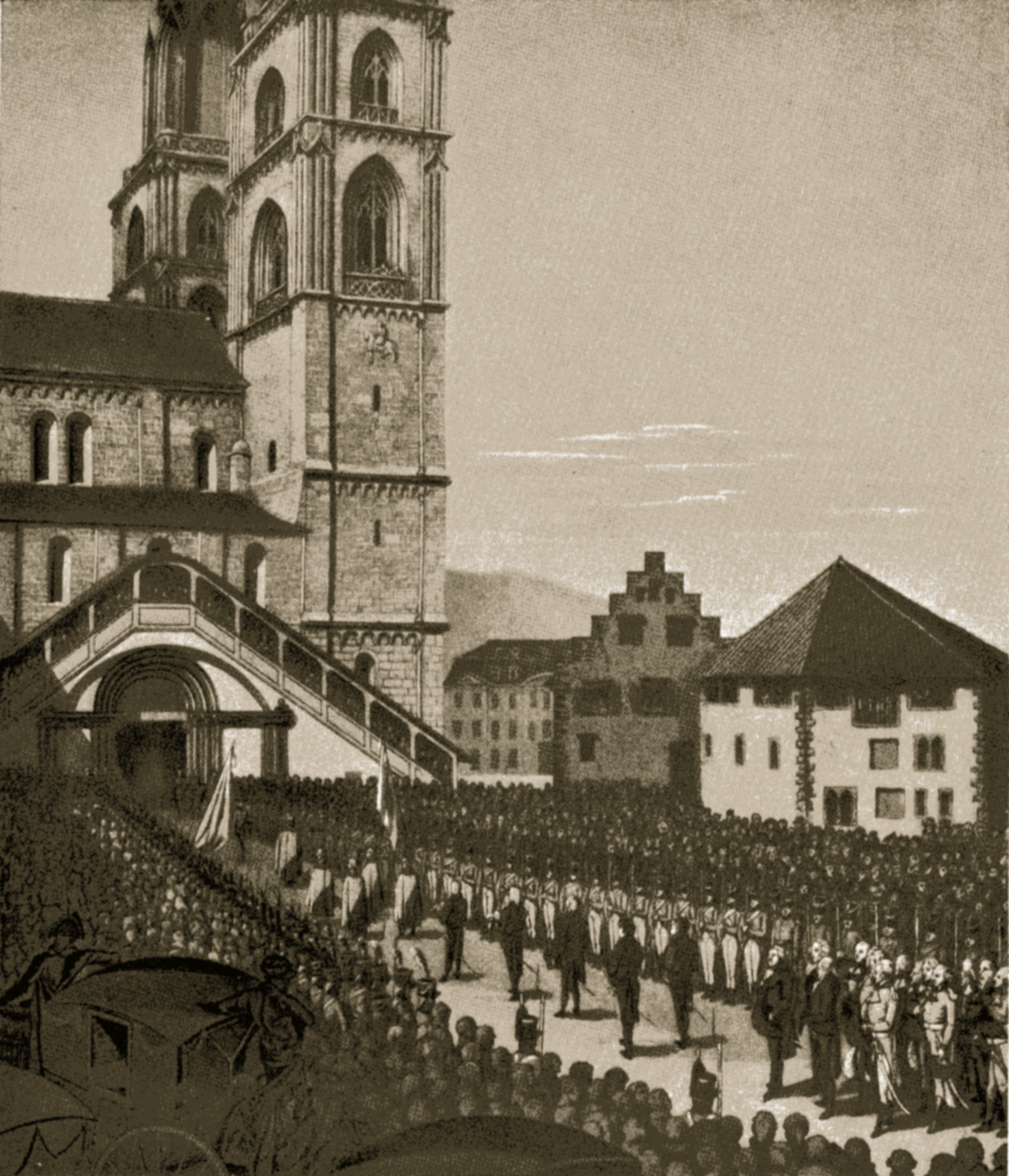
Вхід кантональних представників до Гроссмюнстеру на відкритті тагзатцунгу 1807 року в Цюриху

Тагзатцунг (нім. Tagsatzung) — однопалатний орган державної влади Швейцарії до 1848 року, що діяв як зібрання представників кантонів Старої швейцарської конфедерації. Він мав як виконавчі, так і законодавчі повноваження, проте його влада була дуже обмежена, оскільки вона здебільшого належала кантонам. Наприкінці зібрань делегатам вручали резолюції.
Назва «Tagsatzung» походить від вислову нім. einen Tag setzen і означає призначення дня для обговорення правових питань.

## Типологія
Тагзатцунг був найважливішою комунікаційною платформою Швейцарської конфедерації як внутрішньо, так і зовнішньо. У міжнародному типологічному порівнянні швейцарський тагзатцунг як зібрання політично і соціально рівних можна порівняти з численними становими зібраннями інших країн. Однак на відміну від них він не був підзвітний князеві та не регулював податки. На думку англійського дипломата Абрахама Станьяна, який перебував в Швейцарії у 1714 році під час мирних переговорів у Бадені, тагзатцунг являв собою «the Majesty of the Helvetick Body», тобто втілював політичне об'єднання, як суверенний князь в інших місцях.

## Від пізнього середньовіччя до 1798 року
Перші зібрання відбувалися у Бруннені (1315 рік), Бекенріді (з 1291 року?), пізніше залежно від потреб у Цюриху, Берні, Люцерні, Бадені, Аарау, Альтдорфі (з 1357 року), Швіці, Беллінцоні, Штансі (з 1320 року), Цузі, Санкт-Галлені, Вілі, Фрібурі, Лугано та Локарно, Грансоні (лише для Берну та Фрібуру) і Невшателі (1512—1529). У Констанці було багато переговорів з південнонімецькими містами та Австрією (з 1315 року). У Золотурні відбувалися зустрічі, на які запрошував французький посол. Після Реформації відбувалися окремі тагзатцунги або конференції католицьких і реформатських кантонів.
У грудні 1481 року на особливому тагзатцунгу Восьми кантонів у Штансі було укладено Штанську угоду.
Звичайний тагзатцунг починався з 1424 року в середу після П'ятдесятниці, з 1462 року — у другу неділю після Свята Тіла і Крові Христових (четвер після Трійці) — тобто між 31 травня і 4 липня, з 1587 року — у неділю після Різдва Івана Предтечі (24 червня), з 1712 року — щорічно в понеділок після Дня святих Петра і Павла (29 червня) і тривав до трьох тижнів.
Хоча тагзатцунг проходив у різних місцях, місто Баден в однойменному графстві, що перебувало у спільному управлінні кантонів, мало особливу популярність через термальні ванни й супутні розваги. До 1712 року найважливіші справи, які стосувалися всієї Конфедерації, обговорювали виключно в ратуші Бадена — такі як, наприклад, з 1424 року перевірка річних звітів всіх спільних володінь, а також рішення щодо війни і миру. Так, 11 березня 1499 року на тагзатцунгу швейцарці вирішили, що у битвах початої проти Швабського союзу і Габсбургів Швабської війни вони не братимуть полонених і вбиватимуть поранених ворогів. Тагзатцунг ухвалив рішення, яке діє й досі, коли у 1505 році на запит папи Юлія II направила 150 найманців для захисту Ватикану — так виникла Швейцарська гвардія.
Після Другої філльмергенської (або Тоггенбурзької) війни у 1712 році тагзатцунг відбувався почергово в Бадені та Фрауенфельді (1742—1797 постійно у Фрауенфельді), де розглядали річні звіти німецькомовних спільних володінь — Тургау, Райнталю, Заргансу, Гастеру, Уцнаху, Бадену та Вільних староств.

## 1803—1848

Засідання у 1847 році під головуванням Ульріха Оксенбайна (сучасне зображення)

Згідно з Актом про медіацію у 1803 році тагзатцунг як зібрання депутатів кантонів Швейцарської Конфедерації був відновлений і залишався після Реставрації у 1815 році. Проте його повноваження були ще більше обмежені. Кантон, відповідальний за проведення тагзатцунгу, одночасно головував і називався першим серед рівних.
У 1848 році тагзатцунг підготував першу федеральну конституцію Швейцарії. Тим самим він заснував сучасну швейцарську федеративну державу і саморозпустився, а також скасував Союзну угоду 1815 року.
З 1848 року роль представництва кантонів виконує Рада кантонів Швейцарії з двома обраними представниками від кожного кантону (крім колишніх напівкантонів Аппенцелль-Іннерроден, Аппенцелль-Ауссерроден, Базель-Штадт, Базель-Ланд, Обвальден та Нідвальден, які мають по одному представнику). Однак члени Ради кантонів не зобов'язані дотримуватися вказівок кантонів, які вони представляють.